# ویگن داوودی
ویگن داوودی (ارمنی: Վիգէն Դավուդի; زاده ۱۱ دی ۱۳۲۹) صدابردار ارمنی‌تبار ایرانی است.

## زندگی‌نامه
ویگن داوودی متولد یازدهم دی ماه ۱۳۲۹ (۱۱ ژانویه ۱۹۵۱) در اراک است. وی فعالیت خود را از استودیو الکوردوبس آغاز کرد و با تشویق واروژان (موسیقیدان) برای فراگیری علوم صدابرداری به سوییس رفت. در آغاز دههٔ پنجاه خورشیدی، ویگن داوودی یک سیستم هشت‌تراک صدابرداری و میکس حرفه‌ای را وارد ایران کرد و با تأسیس استودیو پاپ (با همراهی آندرانیک و دکتر پادماگریان) تکنولوژی صدابرداری مولتی‌تراک را در ایران پایه‌گذاری نمود.
ویگن داوودی در دههٔ پنجاه، دستیار همیشگی موسیقیدان بزرگ ایرانی، واروژان بوده‌است و بسیاری از آثار مشهور بزرگان موسیقی ایران توسط وی صدابرداری و میکس و مستر شده‌است.

## آثار
صدابرداری آهنگ‌های همچون؛ قوزک پا، نماز، خاک، ماهی خسته من، مرداب، خوابم یا بیدارم، شب‌زده، اجازه، پوست شیر، کندو، یاور همیشه مؤمن، برادرجان، آوار، نفس، پل، ماه‌پیشونی، گهواره، فصل تازه، دو پنجره، بوی خوب گندم، باور کن، و سریال‌ها و فیلم‌هایی چون؛ هزاردستان، بر فراز آسمانها و … کار اوست.